# Hulan, Hjo kommun
Hulan är en bebyggelse väster om Mullsjön i Hjo kommun. Från 2015 avgränsar SCB här en småort.